# John Egerton (1er comte de Bridgewater)
John Egerton, 1er comte de Bridgewater (1579 - 4 décembre 1649) est un pair anglais et un homme politique de la famille Egerton. 

## Biographie
Fils de Thomas Egerton (1er vicomte Brackley) et d'Elizabeth Ravenscroft, il est député de Callington de 1597 à 1598 et du Shropshire en 1601. Fait chevalier le 8 avril 1599, il est baron de l'Échiquier de Chester de 1599 à 1605. En 1603, il est nommé chevalier de l'ordre du Bain et en 1605, il reçoit un Master of Arts de l'université d'Oxford. Ayant succédé à son père en mars 1617, il est créé comte de Bridgewater le 27 mai 1617.
Il est admis au Conseil privé en 1626. De 1605 à 1646, il est Custos Rotulorum du Shropshire et de 1628 à 1649 Custos Rotulorum du Buckinghamshire. Entre 1631 et 1634, il est Lord President of Wales et lord-lieutenant du pays de Galles et des Marches de Herefordshire, Monmouthshire, Shropshire et Worcestershire.   
Le premier comte de Bridgewater est commémoré par un mémorial à la chapelle de Bridgewater à l'église Saint-Pierre et Saint-Paul, Little Gaddesden, Hertfordshire. Au début du XVIIe siècle, le père du 1er comte a acheté Ashridge House, l'une des plus grandes maisons de campagne d'Angleterre, à la reine Élisabeth Ire, qui en avait hérité de son père qui se l'était approprié après la dissolution des monastères en 1539. Elle sert de résidence à la famille Egerton jusqu'au XIXe siècle. Les Egertons ont plus tard acquis une chapelle familiale avec une voûte funéraire dans la Petite Église de Gaddesden, où de nombreux monuments commémorent les ducs et comtes de Bridgewater et leurs familles . Lord Bridgewater est mort le 4 décembre 1649.

## Famille
Le 27 juin 1602, il épouse Lady Frances Stanley, fille de Ferdinando Stanley et de Lady Alice Spencer, la belle-mère de Lord Egerton (après la mort de Ferdinando Stanley, le 20 octobre 1600, Lady Alice épouse le père de John Thomas Egerton, 1er vicomte Brackley). John et Frances ont huit enfants : 
- Elizabeth Egerton (décédée en 1688), épouse David Cecil (3e comte d'Exeter)
- Mary Egerton (décédée en 1659), épouse Richard Herbert (2e baron Herbert de Chirbury)
- Frances Egerton (décédée en 1664), épouse John Hobart (2e baronnet)
- Alice Egerton (décédée en 1689), épouse Richard Vaughan (2e comte de Carbery) (en) comme sa troisième épouse.
- Arabella Egerton (décédée en 1669), épouse Oliver St John (5e baron St John de Bletso) (en)
- James Egerton, vicomte Brackley (1616-1620), est mort jeune
- Charles Egerton, vicomte Brackley (b. 1623), mort jeune
- John Egerton (1623-1686) .